# Iliniczowie herbu Korczak
Iliniczowie (Hliniczowie, Gliniczowie) – starolitewski ród szlachecki herbu Korczak.
Protoplastą rodu był Iwaszko (Jan) Ilinicz, namiestnik smoleński (1487–1489), witebski (1481), drohiczyński (1476), koniuszy witebski (1473), starosta brzeskokujawski, ożeniony z Anną Dowgirdówną, córką Andrzeja i Świętochny II voto Jakubowej Niemirowiczowej, siostrą przyrodnią hetmana polnego litewskiego Andrzeja Niemirowicza.
Wśród znaczących przedstawicieli był jego syn Jerzy Iwanowicz Ilinicz, marszałek nadworny litewski. Ostatnim z tej gałęzi rodu był wnuk Jerzego Iwanowicza, Jerzy Ilinicz, który fortunę zapisał Mikołajowi Krzysztofowi Radziwiłłowi „Sierotce”.
Do poł. XVI w. występowali również potomkowie drugiego syna Iwaszki - Mikołaja Ilinicza, namiestnika mińskiego (1494–1498) i smoleńskiego (1499), marszałka hospodarskiego (1495), ożenionego z Anną Nacowiczówną, córką Michała i Ofreni Katarzyny ks. Ostrogskiej, a siostrą cioteczną hetmana wielkiego litewskiego Konstantego.
Od XVII wieku nazwisko to pojawia się ponownie (nie wiadomo, czy jego nosiciele byli powiązani z powyższym rodem) i jest obecne do tej pory.